# Gerrit-Jan Konijnenberg
Gerrit-Jan Konijnenberg (geboren juni 1963) is een voormalige Nederlandse schansspringer. In 1987 en 1988 nam hij deel aan in totaal 5 wereldbekerwedstrijden.
Konijnenberg was, na Jan Loopuyt, de Nederlandse recordhouder die eind jaren 20 en begin jaren 30 van zich deed spreken, de eerste Nederlandse schansspringer van betekenis. Hij nam het onder meer op tegen de bekendere Brit Eddie "the Eagle" Edwards. 
Konijnenberg vestigde een Nederlands record van 97 meter (317 feet) op de schans van Iron Mountain (USA) in de winter van 1991. 
Hij maar kwalificeerde zich niet voor de Olympische Winterspelen van Calgary in 1988 (waar Eddie Edwards wel aan deelnam) en Albertville in 1992. Wel werd Konijnenberg uitgenodigd om als voorspringer bij de Spelen aanwezig te zijn. 
Zijn beste resultaat in de wereldbeker behaalde Konijnenberg tijdens het Vierschansentoernooi in de nieuwjaarsrace in Garmisch-Partenkirchen in 1988, waar hij een gedeelde 108e plaats behaalde van 110 deelnemers. Hij versloeg Eddie Edwards en behaalde dezelfde score als de Hongaar Mihaly Szalai.
Konijnenberg is de enige Nederlander die ooit deelgeneomen heeft aan ski-vliegen, op de schans van Iron Wood (USA). Dit is een van de 5 ski-vlieg schansen, die behoren to de hoogste ter wereld. De andere 4 zijn te vinden in Harachov, Vikersund, Planica en Oberstdorf. 
Na zijn sportactiviteiten was Konijnenberg voor het NOC*NSF Chef de Mission van de Jeugd Olympische Spelen te Aosta in 1993.
Gerrit Jan Konijnenberg (vader van vijf kinderen) is sinds 2021 woonachtzaam in Luxemburg en momenteel directeur bij een Noors telecombedrijf.
Na Gerrit-Jan Konijnenberg hebben meerdere Nederlandse schansspringers internationaal deelgenomen aan schansspringen, zowel in de World Cup als de Continental Cup (WK B).